# Tredje ring
Den Tredje ring (russisk Тре́тье тра́нспортное кольцо́) er Moskvas nyeste ringvej placeret mellem Haveringen i centrum og MKAD, der indtil 1980'erne definerede Moskvas bygrænser.
Den tredje ring er 35 km og ca. 10 km i diameter. Da det er en af Moskvas hovedveje er der meget trafik på vejen og hyppige trafikpropper. Der er planlagt en fjerde ring mellem MKAD og den tredje ring.
Den tredje ring kan benyttes til at komme til Sheremetyevo Airport fra den anden side af byen fra sådanne områder som Sparrow bakkerne. Vejen bruges af mange moskovitter der lever i forstæderne til Moskva.
Den tredje ring blev færdiggjort i 2004 med Lefortovotunnelen, den tredjelængste bytunnel i Europa.

## Eksterne links
- Moskvas tredje transportring

55°47′N 37°36′Ø / 55.79°N 37.6°Ø